# August Erlingmark
August Erlingmark (Gotemburgo, 22 de abril de 1998) es un futbolista sueco que juega en la demarcación de centrocampista para el IFK Göteborg de la Allsvenskan.

## Selección nacional
Tras jugar con la selección de fútbol sub-19 de Suecia y la sub-21, finalmente hizo su debut con la selección absoluta el 12 de enero de 2020 en un encuentro amistoso contra Kosovo que finalizó con un resultado de 0-1 a favor del combinado sueco tras el gol de Simon Hedlund.

## Clubes
| Club                | País   | Año       | Partidos | Goles |
| ------------------- | ------ | --------- | -------- | ----- |
| IFK Göteborg        | Suecia | 2017-2022 | 134      | 9     |
| Atromitos de Atenas | Grecia | 2022-2024 | 65       | 4     |
| IFK Göteborg        | Suecia | 2024-     | 31       | 1     |

## Palmarés

### Títulos nacionales
| Título         | Club         | País   | Año  |
| -------------- | ------------ | ------ | ---- |
| Copa de Suecia | IFK Göteborg | Suecia | 2020 |